# انتحار روني ماكنوت
روني ماكنوت كان رجل أمريكي وجندي سابق في الجيش الأمريكي من نيو ألباني، مسيسيبي، الذي انتحر بإطلاق نار على نفسه تحت ذقنه ببندقية ريمنغتون موديل 700 في بث على الفيسبوك، التي انتشرت على منصات مواقع التواصل المتعددة بسبب طبيعتها الصادمة. قبل إطلاق النار على نفسه لفظ كلماته الأخيرة "حسنًا يا رفاق، أعتقد أن هذه هي النهاية".
كان التيك توك أيضاً بطيء في الاستجابة للفيديو، التي ظهرت في عمليات النشر المستمرة، بحيث قادت العديد من المستخدمين لمقاطعة المنصة. القضية رفعت الوعي حول وقاية الانتحار وما واجب رعاية مواقع التواصل الاجتماعي مدين لحماية المستخدمين وسمعة الضحايا على الانترنت عندما اتى المحتوى الدموي المنتهك.

## حياته وعمله
كان ماكنوت أحد سكان نيو ألباني، ميسيسيبي وقد خدم في الجيش الأمريكي متضمن مشاركته في العراق، وقد عمل أيضاً في شركة تويوتا. كان ماكنوت يعاني من مشاكل عقلية كثيرة، مثل الاكتئاب وكذلك اضطراب ما بعد الصدمة، والأخيرة كانت عاقبة مباشرة في وقت خدمته في حرب العراق عام 2007 و2008. بالإضافة إلى إنه كان في إنفصال مؤخر مع حبيبته، تقول بعض التقارير إنه أيضاً فقد وظيفته خلال جائحة كورونا. كان ماكنوت نصراني يحضر الكنيسة بانتظام.

## الانتحار
في أغسطس 31، 2020، بدأ ماكنوت بثاً في الفيسبوك. صديقه المفضل جوشا ستين، لاحظ البث. مبدئياً لم يكتشف انه غير عادي كماكنوت الذي أكمل البثوث السابقة إكمالاً روتينياً. لكن الذي جعله منزعج عندما أدرك إنه كان مخموراً ويحمل رصاصة بندقية. زعم ستين محاولة مقاطعته مرات عدة، خصوصاً عندما أخطأ في إطلاق البندقية، على أمل أن الفيسبوك سيقطع البث، لتجنب الناس من رؤية منزل ماكنوت عندما يطلب ستين شرطة المقاطعة. رفض فيسبوك قطع البث، بإدعاء إنه لا يحوي على أي إنتهاك لمبادئ وقواعد المنصة، كإن روني لم يقوم بإطلاق أي رصاصة مميتة.
واستمر البث، هاتف ماكنوت قد رن مراراً وتكراراً. آخر مكالمة من حبيبته السابقة، التي أجابها، قاد إلى جدال قصير بينهما. بعد أن أنهت المكالمة، أخذ ماكنوت البندقية وخاطب الجمهور للمرة الأخيرة، قال في أنفاسه الأخيرة، "مرحباً يا شباب، أنا أعتقد ان هذه النهاية." ثم موجه البندقية تحت ذقنه وقتل نفسه برصاصة مميتة.
حوالي ثانية بعد إطلاق النار على نفسه، بدأ هاتفه الذي تركه على المنضدة بالرن. تم تصوير البث من قبل العديد من المشاهدين.
قسم شرطة نيو ألباني تم إبلاغها عن مكان الحادث خلال البث المباشر، لكن لم يدخلوا شقة ماكنوت لحتى سماع صوت الرصاصة; هاتفه ضل يرن وضل الضباط يبحثون في مكان الحادث.
آخر رسالة كانت لروني اكتُشفت في وقت متأخر في الفيسبوك تقول "شخص ما في حياتك يحتاج لسماع إنهم مهمون. إنهم محبوبون، لديهم مستقبل، كم شخصاً لتكلمهم".
بعد يومين من الانتحار، دٌفن ماكنوت في كنيسة سناوداون في مقبرة المسيح في مقاطعة برنتيس في ميسيسيبي.